# Alectis ciliaris
Alectis ciliaris är en fiskart som först beskrevs av Bloch, 1787.  Alectis ciliaris ingår i släktet Alectis och familjen taggmakrillfiskar. IUCN kategoriserar arten globalt som livskraftig. Inga underarter finns listade i Catalogue of Life.

## Bildgalleri

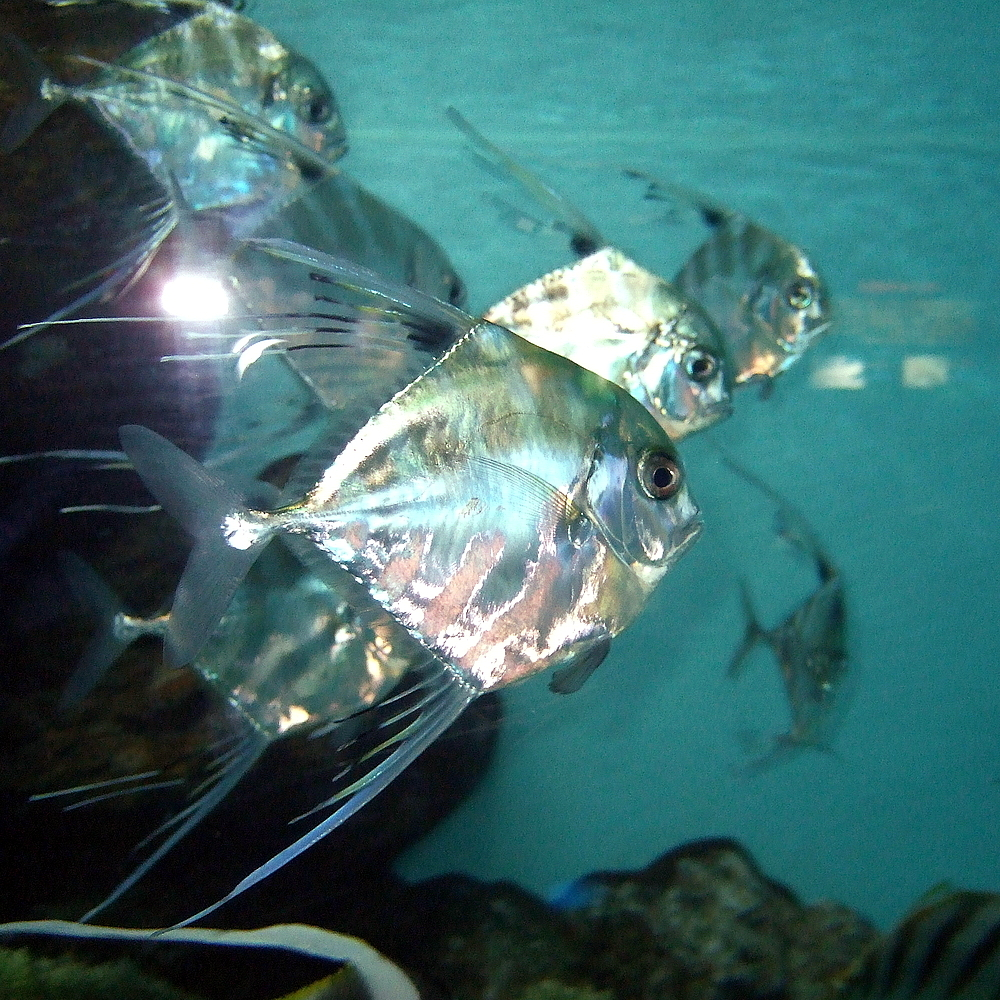
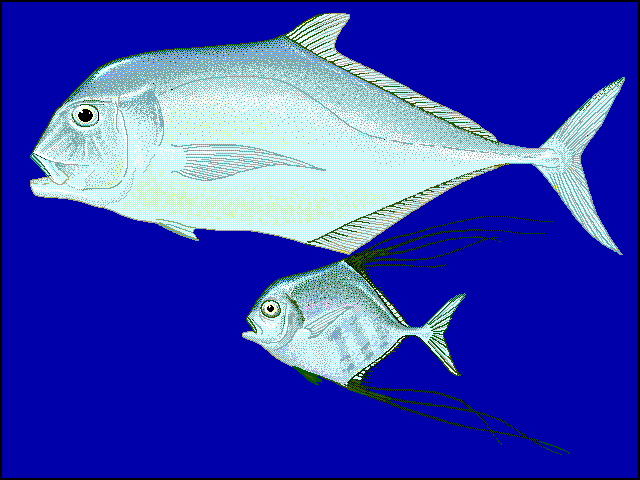
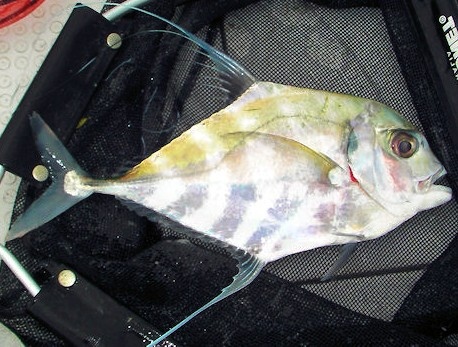
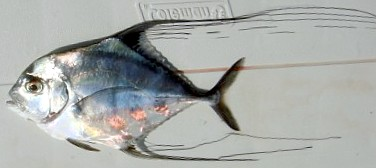
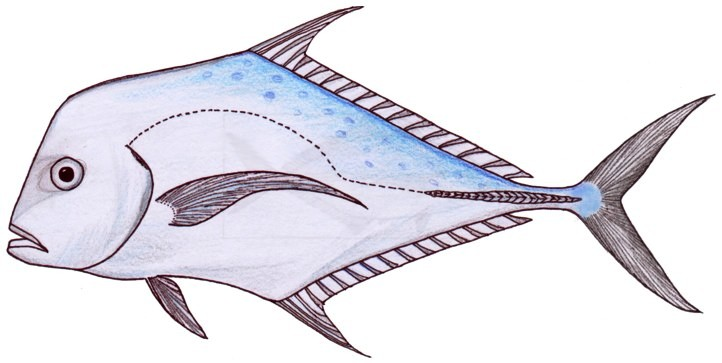
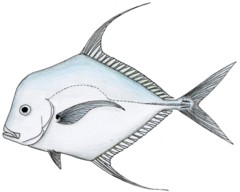